# Burnt (rivière)
Pour les articles homonymes, voir Burnt et Burnt River.
La Burnt est une rivière des États-Unis de 158 km qui coule dans l’État de l'Oregon. Elle est un affluent de la Snake et donc un sous-affluent du fleuve Columbia.

## Parcours
La rivière commence à Unity Reservoir à la confluence des fourches nord, ouest, moyenne et sud de la rivière. Le réservoir se trouve légèrement à l’est de la forêt nationale de Wallowa-Whitman dans les Blue Mountains et légèrement au nord d’Unity. Unity Lake State Recreation Site jouxte le réservoir. En quittant le lac, la rivière coule sous la route 245 de l’Oregon, puis coule vers l’est à travers la haute vallée de la rivière Burnt en passant par Hereford et Bridgeport et, à travers un canyon jusqu’à Durkee. Tournant généralement vers le sud à Durkee, la rivière longe l’Interstate 84 après Weatherby, Dixie et Lime avant de couler sous l’Interstate et de tourner à nouveau vers l’est. Peu de temps après, il passe Huntington et atteint le Serpent. 
Il entre dans le Snake près de Huntington, à un point en amont de la rivière Powder et en aval de la rivière Malheur, à un peu plus de 526 km de la confluence du Snake avec le fleuve Columbia.